# Culicoides vitshumbiensis
Culicoides vitshumbiensis är en tvåvingeart som beskrevs av Maurice Emile Marie Goetghebuer 1935. Culicoides vitshumbiensis ingår i släktet Culicoides och familjen svidknott. Inga underarter finns listade i Catalogue of Life.